# Historia de Berlín

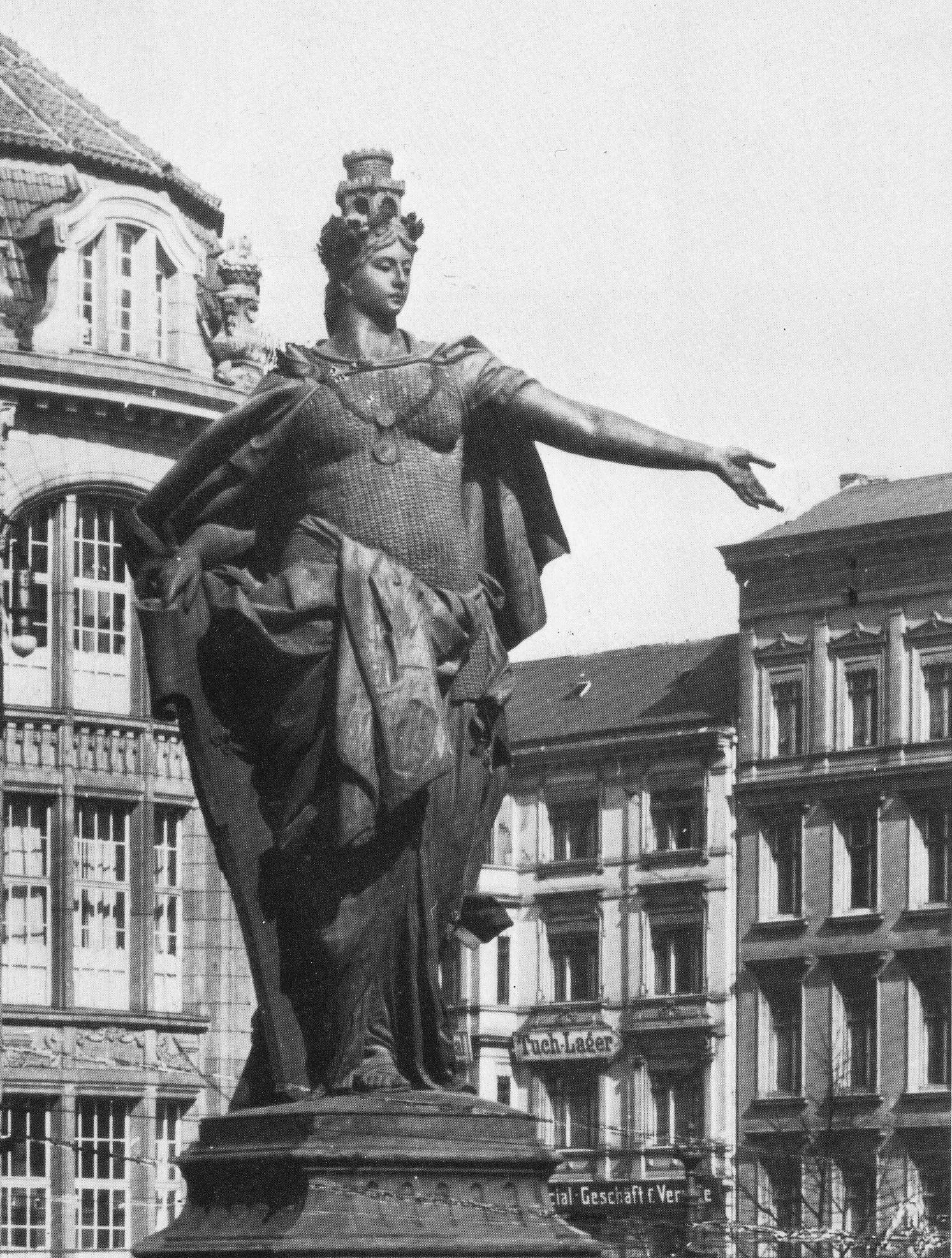

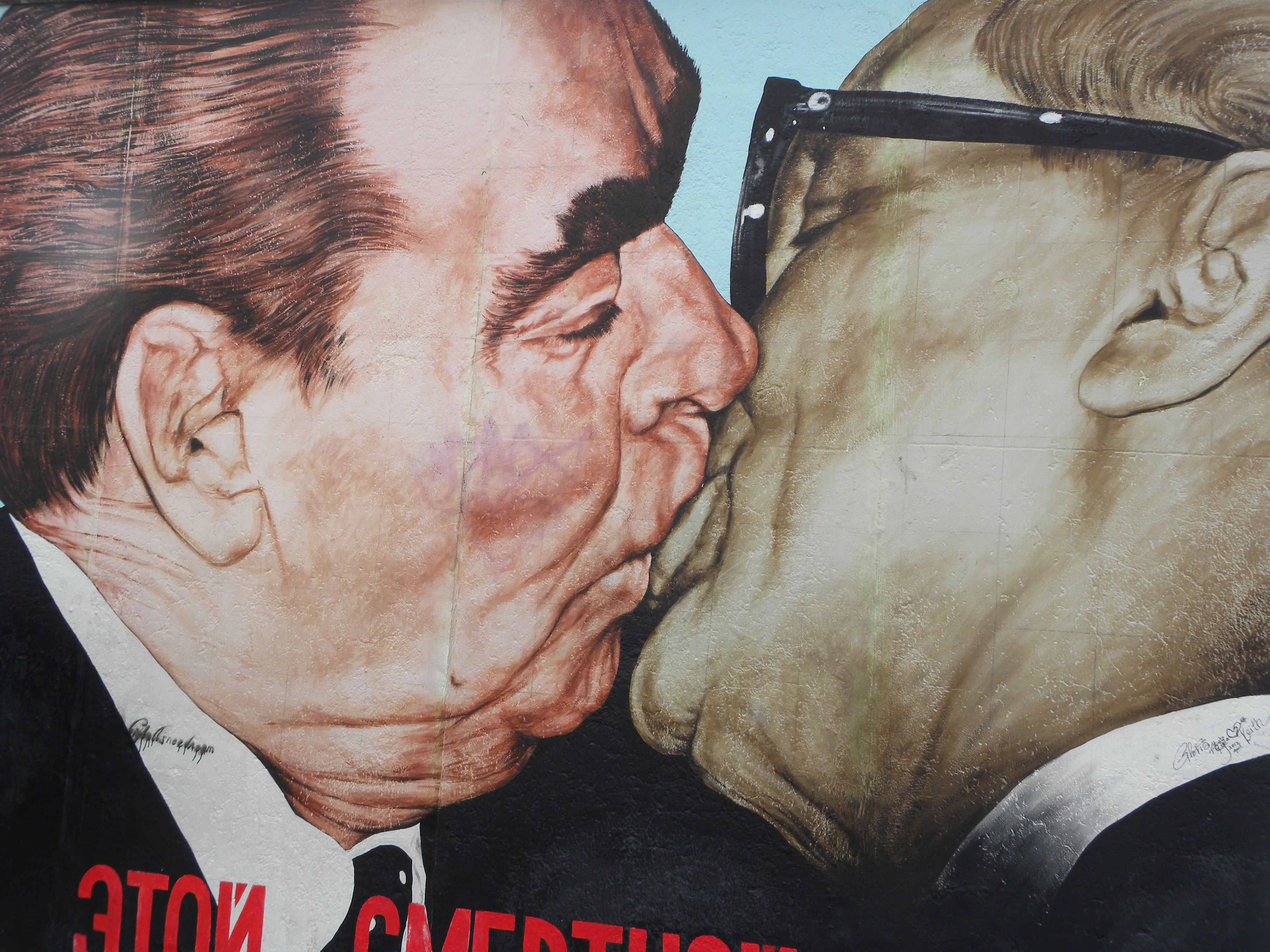

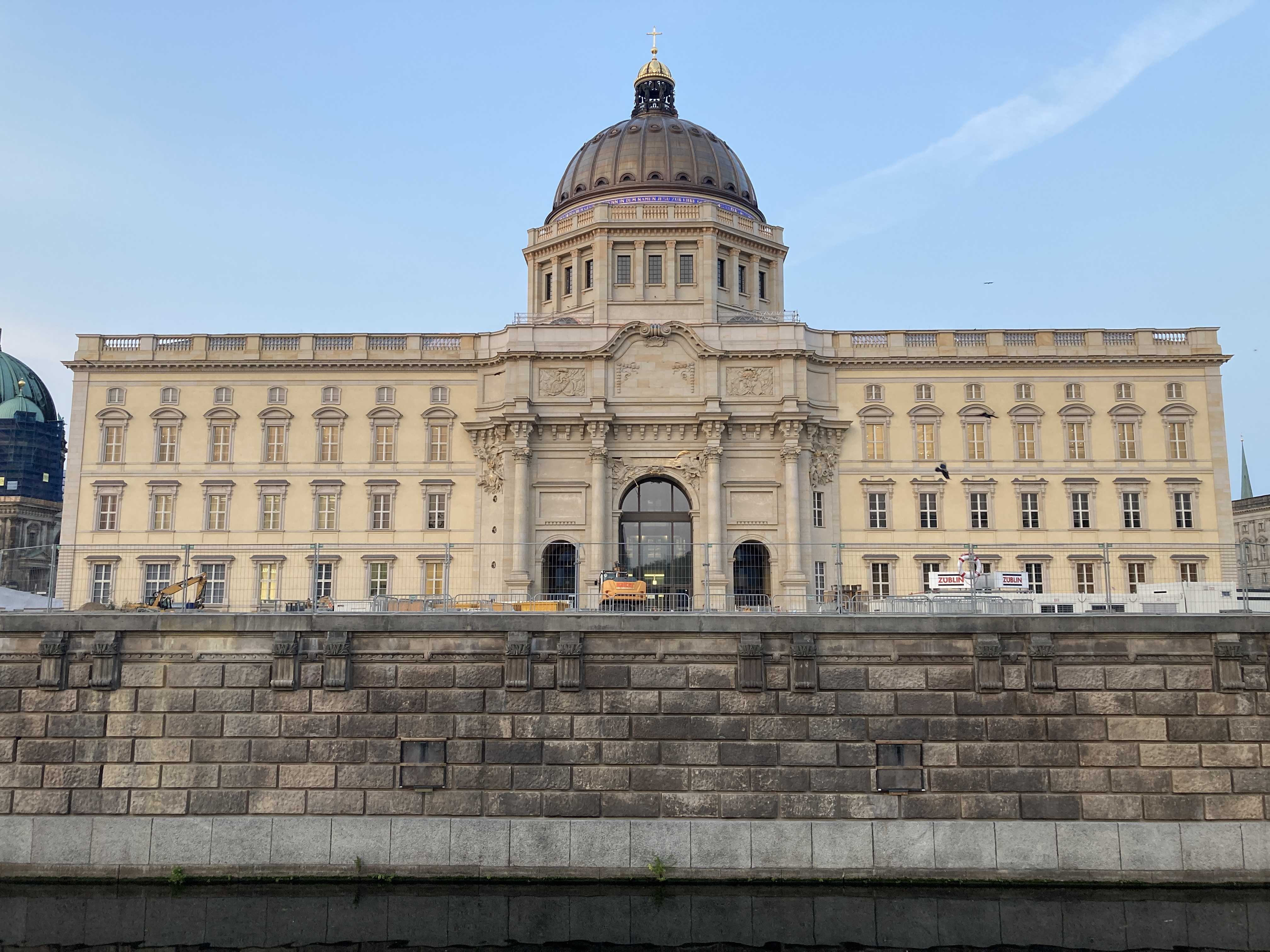
Palacio Real de Berlín:

La historia de Berlín, actual capital de Alemania, engloba el período comprendido desde su primera colonización humana en la prehistoria hasta la actualidad. En 1307 Berlín y Cölln (en la actual isla de los museos) se unieron en una ciudad que conservó el nombre de Berlín. En 1415 fue elegida capital de Brandeburgo y posteriormente ha sido capital del Reino de Prusia, del Imperio alemán, de la República de Weimar y de la Alemania nazi.
Durante los últimos meses de la Segunda Guerra Mundial, los aliados bombardearon la mayoría de las ciudades alemanas. La Batalla de Berlín fue el enfrentamiento final entre Alemania y la Unión de Repúblicas Socialistas Soviéticas (URSS), que trajo como consecuencia directa la rendición incondicional de Alemania ante el Ejército Rojo.
Tras el fin de la Segunda Guerra Mundial en Europa, Berlín fue ocupada militarmente en cuatro zonas. En 1948, en los tres sectores occidentales (Berlín Oeste), los Aliados del Oeste establecen el dinero de la República Federal de Alemania, RFA, tras la reforma monetaria. La Unión Soviética replica con el bloqueo de Berlín oeste y la creación de la República Democrática Alemana (RDA en 1949). El bloqueo de Berlín se implantó cuando los accesos por tierra a la parte occidental de la ciudad fueron bloqueados en 1948 por el Ejército Rojo. El bloqueo duró casi un año, y además de las tensiones políticas que provocó entre las potencias mundiales, es recordado por la laboriosa estrategia de aprovisionamiento de la población berlinesa occidental, a la cual abastecieron los ejércitos aliados con un «puente aéreo» a lo largo de varios meses.
En 1961, la RDA construyó el muro de Berlín para separar las dos partes de la ciudad, y de hecho aislar Berlín Oeste de la RDA. La caída del Muro de Berlín se dio en 1989 al aceptar, el gobierno de la RDA, la libre circulación de los ciudadanos entre las dos partes de la ciudad. Al año siguiente con la Reunificación alemana desaparece la RDA, anexionada de hecho en la RFA, que traslada su capital de Bonn a Berlín en 1990, dando con ello ingreso en la Unión Europea (UE) a la población de la desaparecida república.
Desde 1991, Berlín ha experimentado un período de expansión, similar al que siguió a la guerra franco-prusiana (1870-1871), que terminó con la proclamación del Imperio alemán. Entonces, el auge económico, llevó a una ola de expansión urbana impulsada en un proceso conocido como Gründerzeit (la era de los fundadores) que se desarrolló en medio de la industrialización de la ciudad en la época de los llamados "constructores millonarios", que erigieron bloques de viviendas de cinco pisos en la ciudad. Las redes de calles se ampliaron y se construyeron los principales edificios necesarios para el gobierno.
En ambos casos, el rápido crecimiento en la construcción fue acompañado por una considerable especulación inmobiliaria. Sin embargo, a diferencia de Gründerjahre, la expansión reciente se caracteriza por la despoblación en centro de la ciudad. Además, de su industria anterior solo queda una parte menor, y Berlín está en proceso de convertirse en un centro de la industria de servicios.

## Origen del nombre
Berlín se encuentra al este del río Elba, en lo que fuera la frontera oriental del reino franco oriental. Estas regiones estaban habitadas por tribus eslavas; por esta razón, la mayoría de las ciudades y pueblos en el noreste de la actual Alemania tienen nombres eslavos y la misma región fue llamada Germania Slavica. Los sufijos típicos de los nombres de lugares germanizados de origen eslavo son -ow, -itz, -vitz, -witz, -itzsch e -in. Los prefijos suelen ser Windisch y Wendisch.
El nombre de Berlín tiene, por lo tanto, raíces eslavas. Se lo relaciona con las palabras berl o birl, que en polabo significaban "tierra no cultivable" o "tierra deshabitada", respectivamente. También se lo deriva de la combinación de berl (en este caso con la posible acepción de pantano) más el mencionado sufijo locativo eslavo -in, que indicaba un lugar; o sea «lugar pantanoso», presunción fortalecida porque generalmente se la nombra con artículo: Der Berlin.
La etimología popular alemana lo asocia con el oso del escudo de la ciudad, ya que en alemán Bär, pronunciado , significa oso. A partir de ella se atribuyó su fundación a Alberto I de Brandeburgo, también llamado Alberto el Oso (Albrecht den Bären).

## Isla del Spree

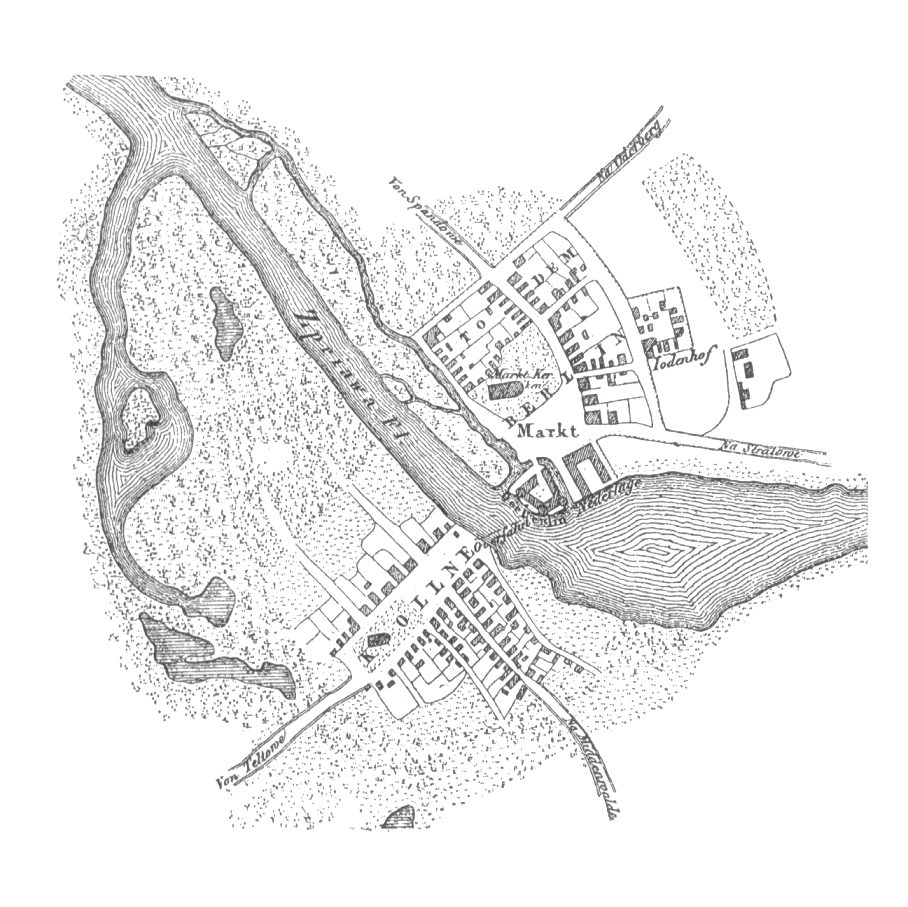
Berlín y Cölln en 1270.

En la Edad Media, la punta septentrional de la isla era todavía un terreno inundable y pantanoso (que más tarde se utilizó para jardines y para el Lustgarten).  En esta época  se levantó primeramente un castillo en el centro de la isla y más tarde de construyó allí el Palacio Real de Berlín. Sirvió como residencia a los príncipes electores del Margraviato de Brandeburgo  y a los reyes de Prusia, los que a contar de 1871 eran al mismo tiempo emperadores alemanes. Tras los serios destrozos sufridos durante la II Guerra Mundial, el palacio fue dinamitado. En su lugar se construyó la Plaza Marx-Engels, la que se desarrolló estableciéndose como fórum central del Estado de la RDA. Aquí se emplazaron instituciones estatales de alto rango: el edificio del Consejo de Estado de la República Democrática Alemana, construido en 1964 en el sur de la isla, el Palacio de la República, inaugurado en 1976 y que fuera sede de la Cámara Popular (Volkskammer) en el este y el Ministerio de Relaciones Exteriores de la RDA en el oeste, el cual finalmente ya no se encontraba en la Spreeinsel. De todos estos edificios solo se conserva hoy el del Consejo de Estado de la RDA. La plaza se llama nuevamente Schloßplatz («Plaza del Palacio»). La estructura de la catedral de Berlín, ubicada cerca del palacio, resistió los graves daños de la II Guerra Mundial. Fue restaurada y hermoseada durante varios años, trabajos que culminaron en 2002.
Solo a partir del siglo XIX comenzaron a emplazarse aquí edificios de distintos museos, razón por la cual hoy se denomina Isla de los Museos. Desde 1999 la Isla de los Museos es Patrimonio Cultural de la Humanidad de la UNESCO. Estos museos son: el Museo de Pérgamo, el Museo Antiguo (Altes Museum), el Museo Nuevo de Berlín (Neues Museum), la Antigua Galería Nacional de Berlín y el Museo Bode.

## Llegada de los Hugonotes

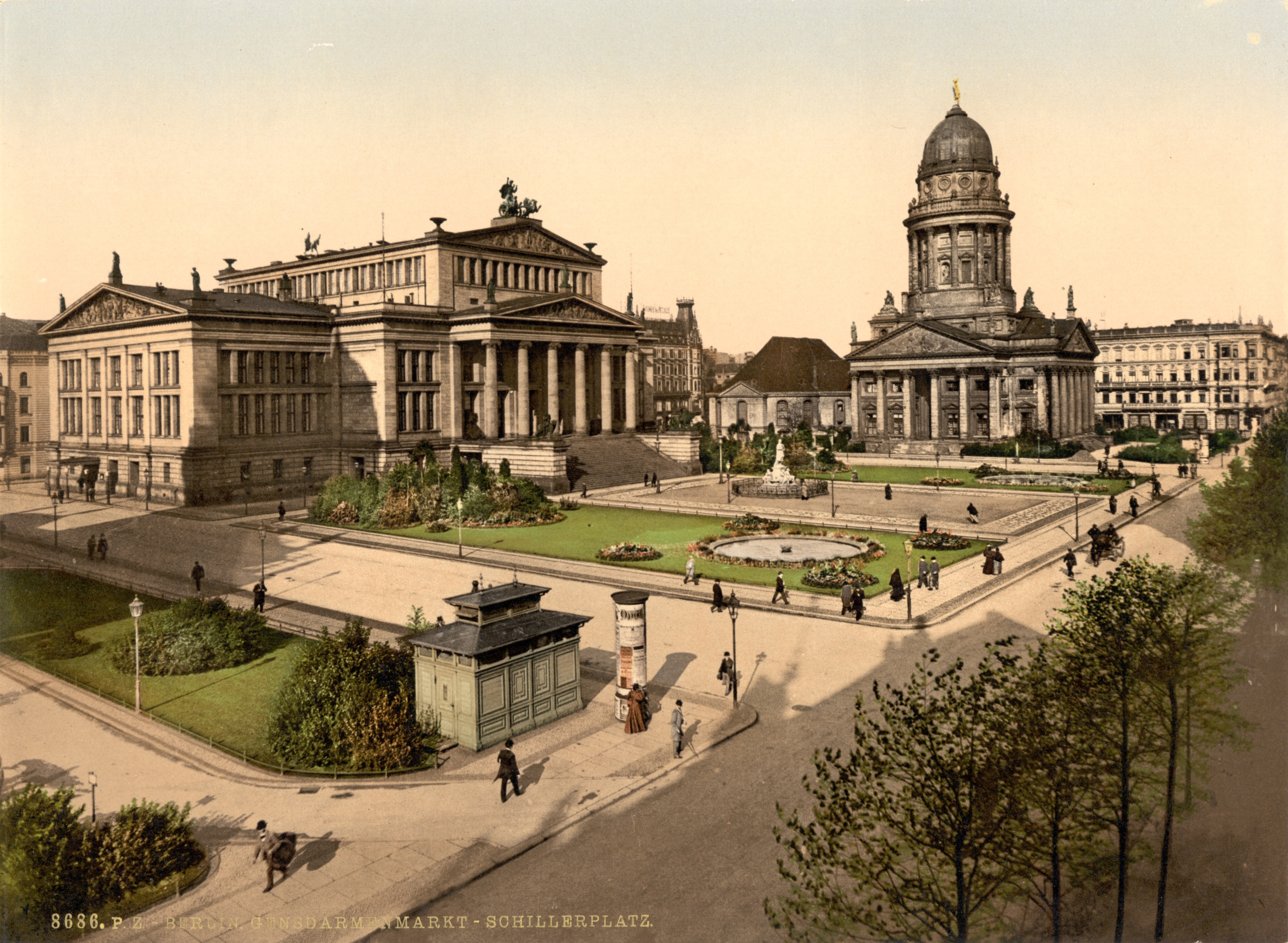
Gendarmenmarkt.

Desde 1661, los hugonotes, calvinistas franceses, empezaron a emigrar de Francia debido al cúmulo de interdicciones y limitaciones del Edicto de Nantes impuestas por el gobierno de Luis XIV. Entre 1686 y 1689 se produjo un éxodo masivo que continuó hasta las primeras décadas del siglo XVIII. Entre 1685 y 1715, se calcula que emigraron de Francia unos 200.000 hugonotes.
En ese tiempo el entonces Margrave Elector de Brandeburgo y Duque de Prusia Federico Guillermo I de Brandeburgo tuvo un especial interés en atraer a los hugonotes para poder aprovechar su reconocida reputación como expertos negociantes. Más de 100.000 hugonotes acudieron a Brandeburgo-Prusia y contribuyeron enormemente a su modernización. La industria creció paralelamente con el ejército. La producción textil se desarrolló por la necesidad de uniformes militares. La metalurgia creció por la fabricación de cañones de artillería y armas para la infantería. Pero también planificó el elector algunos factores del crecimiento industrial, como cuando prohibió el uso del calzado de madera para fomentar el desarrollo de las labores del cuero.
Numerosos hugonotes se establecieron en Berlín e influyeron tanto económica como culturalmente. En 1701 los hugonotes constituían el 25% de la población. Su llegada benefició el desarrollo económico de Prusia, arruinada tras la guerra de los Treinta Años. En 1701 comenzaron a construir su catedral hoy conocida como Catedral francesa.

## Fortaleza de Berlín
Berlín era un importante punto comercial en la ruta principal este-oeste (hoy Bundesstraße 1). Sin embargo, no tenía fortificaciones reales, a diferencia de Spandau en el oeste (Ciudadela de Spandau), y Köpenick en el este (Palacio de Köpenick). Aunque Berlín no fue lugar de ninguna batalla durante la Guerra de los Treinta Años (1618-1648), sufrió duramente por la ocupación sueca; al final de la guerra en 1631, un tercio de los edificios habían sido demolidos y mitad de la población había huido o muerto.
Federico Guillermo I de Brandeburgo ordenó al arquitecto ingeniero Johann Gregor Memhardt realizar los planos de una fortificación para la ciudad. Estos comenzaron en 1650 siguiendo el modelo de fortificación de los bastiones en el norte de Italia. Se levantaron enormes murallas y el espacio que quedaba en medio fue llenado de agua. 

## Berlín y los Hohenzollern

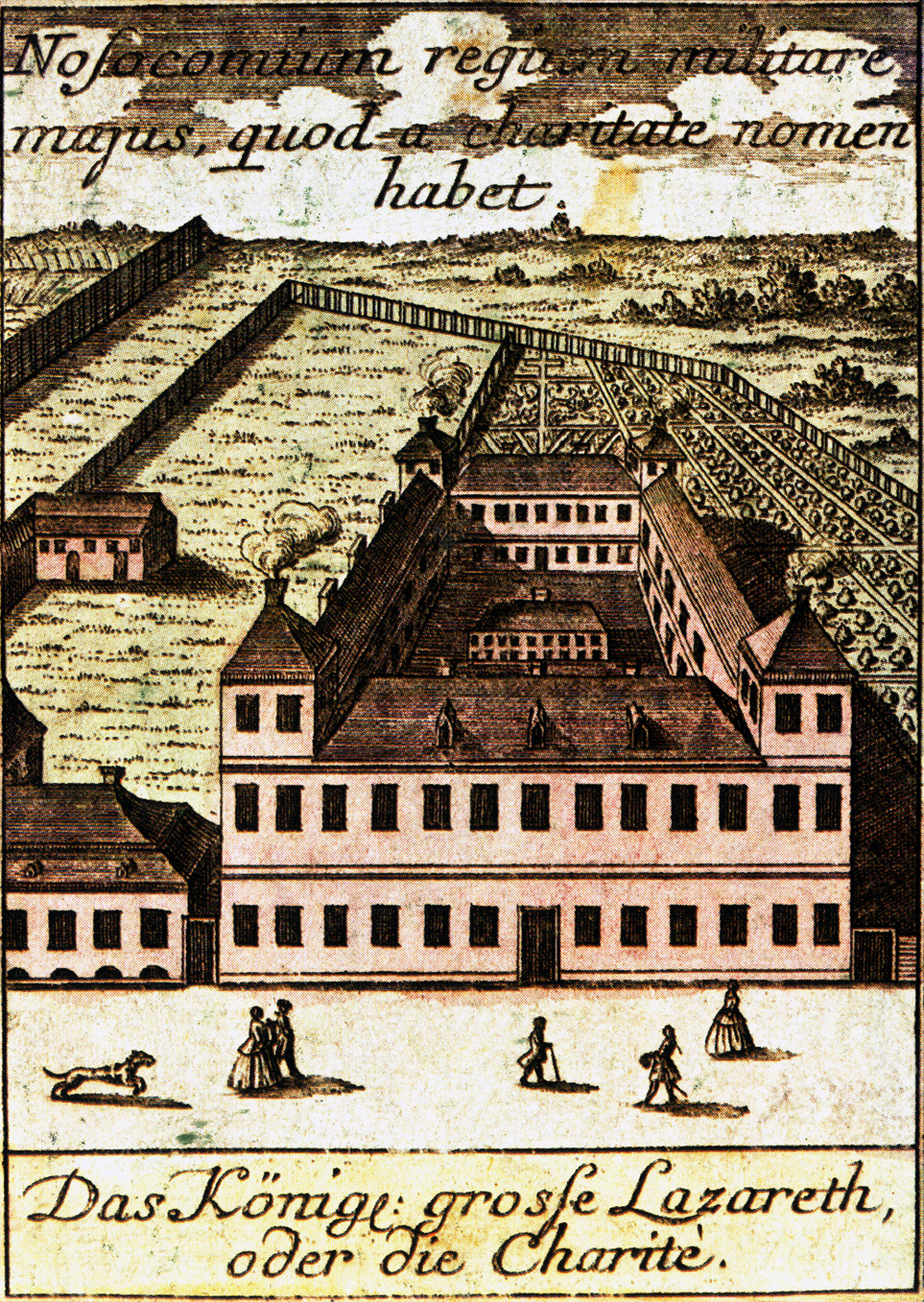
Hospital Charité:

El Reino de Prusia se estableció el 18 de enero de 1701 con la coronación de Federico I como rey de Prusia. Se constituyó del Electorado de Brandeburgo (gran beneficiado de la Paz de Westfalia) y el Ducado de Prusia, ambas bajo la dinastía de los Hohenzollern. De esta manera Berlín se convierte en la capital de Prusia.
Federico II el Grande, rey de Prusia, se alió con Francia (1740), aprovechando las dificultades de María Teresa I, lo que desató la guerra de sucesión austriaca (1740-1748). En el transcurso de esa década formó un ejército de 150 000 hombres que convirtió a Prusia en el país militarmente más preparado del mundo.
Austria, Francia, Rusia y Suecia se aliaron contra Prusia para frenar su desarrollo. En 1759, Prusia Oriental estaba en poder de los rusos, que habían tomado Berlín en el marco de la guerra de los Siete Años. Sin embargo, el ascenso al trono ruso de Pedro III, príncipe de origen prusiano, impidió la derrota total de Prusia.

### Guerras napoleónicas

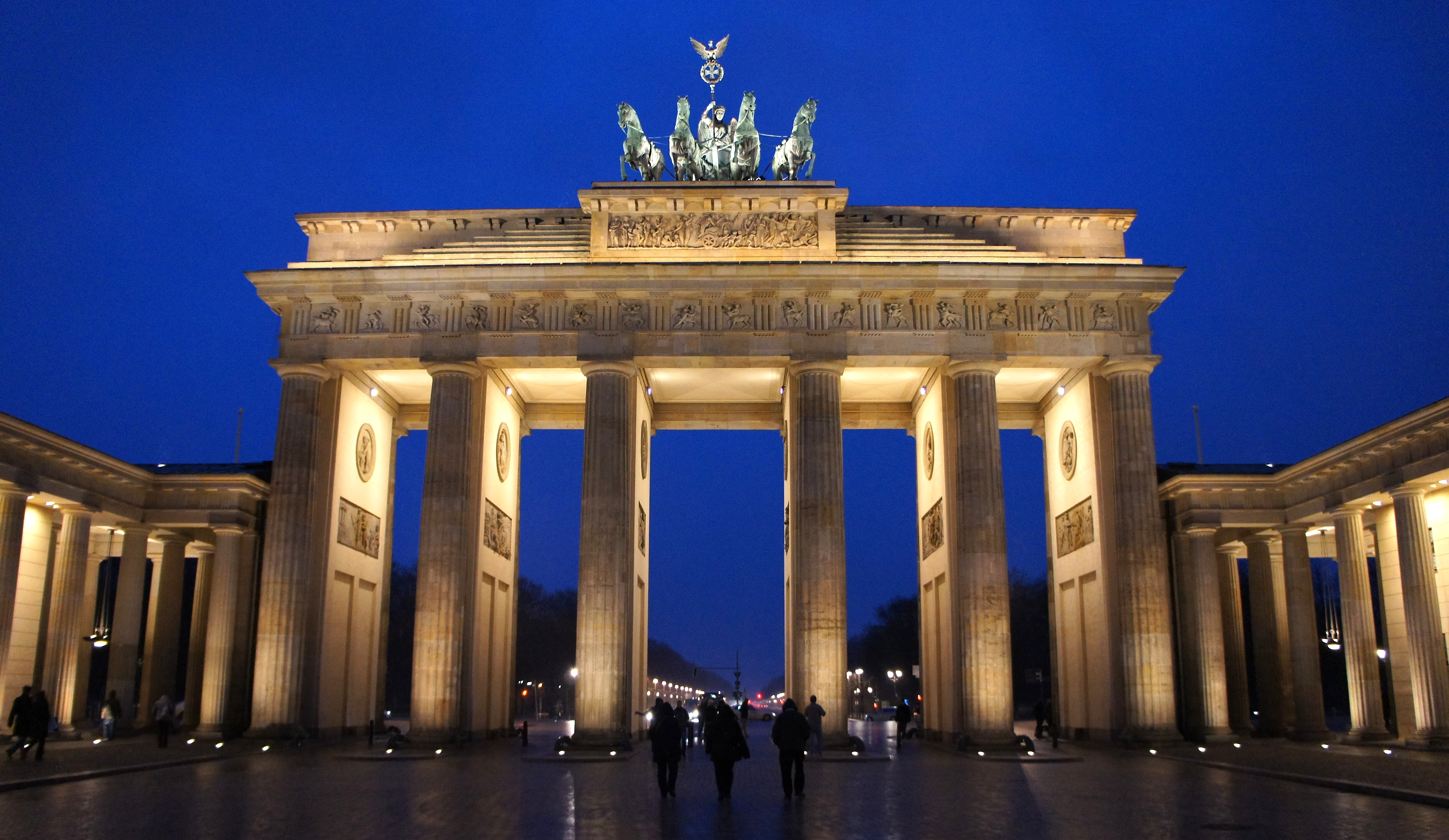

En 1806 Napoleón I llega con su ejército a Berlín en medio de la campaña militar que había expandido las fronteras del Primer Imperio Francés. Sin embargo, la ciudad no llegó a formar parte de dicho imperio, pues solo fue ocupada militarmente pero no anexada. Napoleón entró en Berlín el 27 de octubre y visitó la tumba de Federico II, ordenando a sus mariscales quitarse el sombrero y diciendo: Si él estuviera vivo, nosotros no estaríamos aquí hoy. En total, a Napoleón le había llevado solo 19 días desde el comienzo de su ataque contra Prusia hasta el final de la guerra con la conquista de Berlín.
El Decreto de Berlín fue promulgado por Napoleón el 21 de noviembre. En él se prohibía la importación de bienes británicos a los países europeos aliados o dependientes de Francia, con lo cual se estableció el Bloqueo Continental o Sistema continental en Europa.

### Karl Friedrich Schinkel
Solo a partir de 1816 pudo acometer Schinkel funciones arquitectónica concretas, y sus edificios más famosos se encuentran en Berlín y alrededores, como el Neue Wache (1816-1818), el Schauspielhaus (1819-1821) (actualmente el Konzerthaus Berlin), el Gendarmenmarkt, que reemplazó a un anterior teatro que había sido destruido por el fuego en 1817, y el Altes Museum (ver foto) en la Isla de los Museos (1823-1830), que influiría posteriormente en otros arquitectos, como Robert Smirke, James Gandon o William Wilkins.
Más tarde, Schinkel se movió del clasicismo para abrazar el neogótico con su iglesia de Friedrichswerder (1824-1831).

### Capital imperial

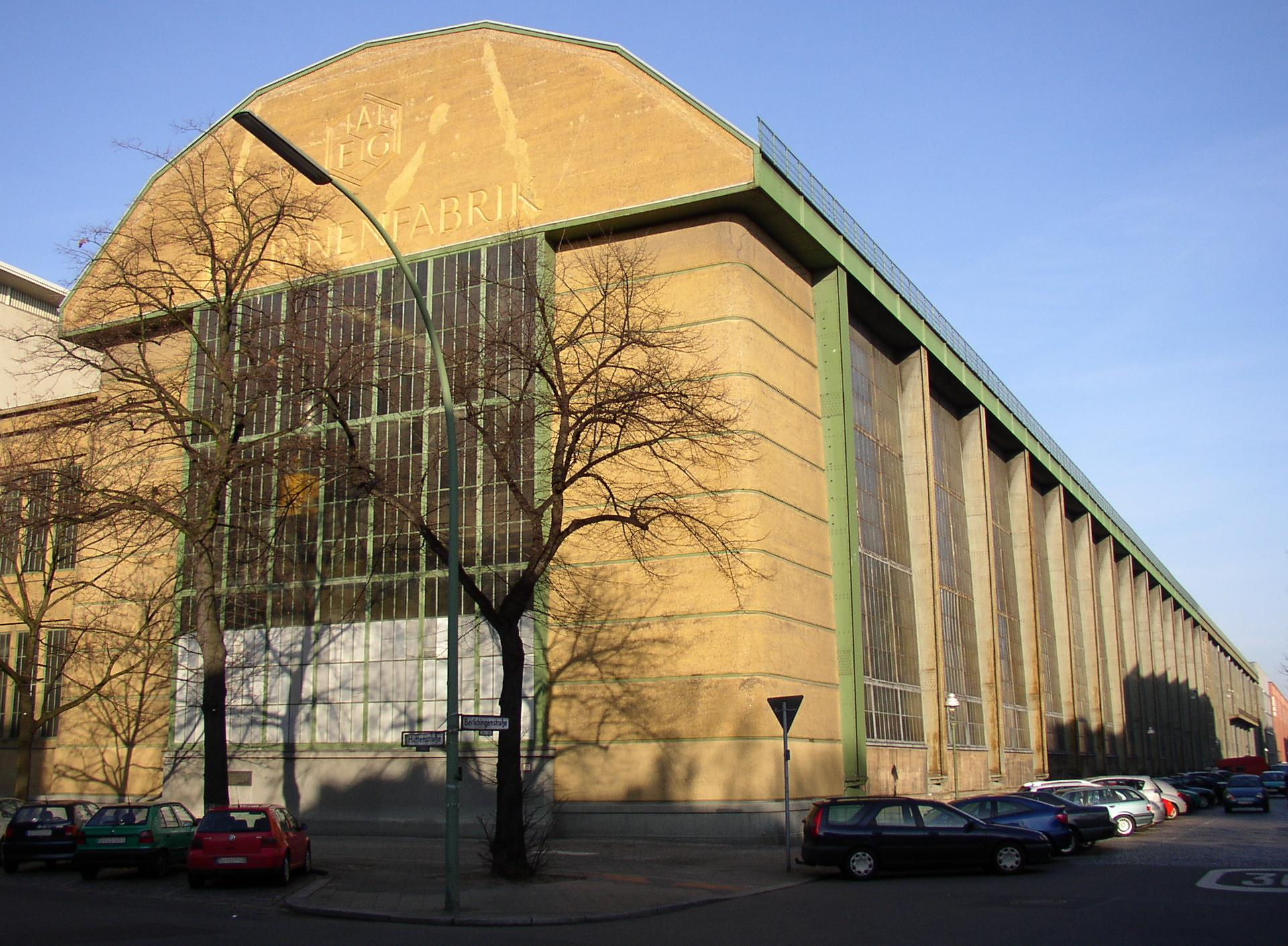

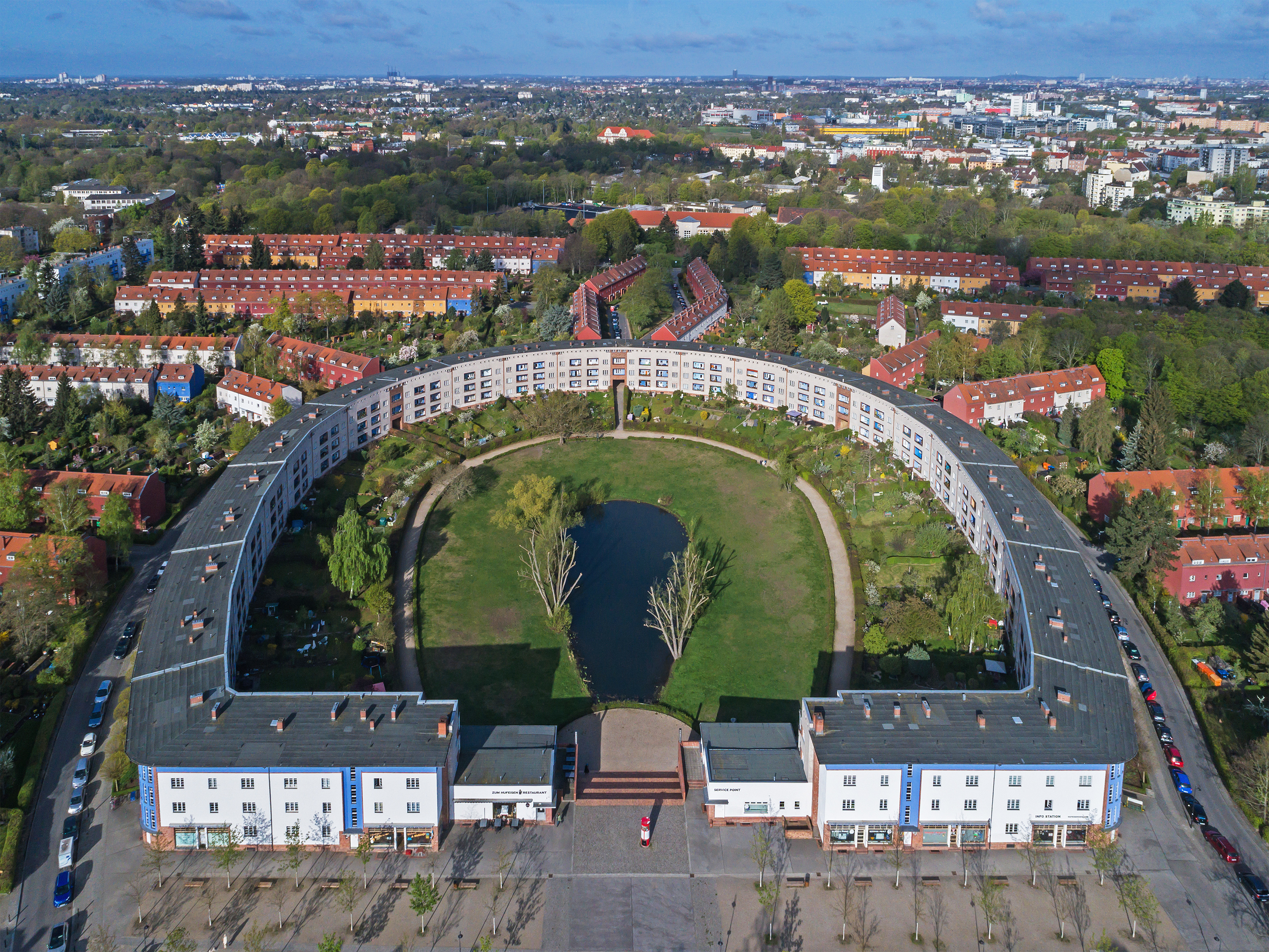

Por ser Brandeburgo parte del reino de Prusia, Berlín se convierte en capital del Imperio alemán (en 1871) cuando liderada por Otto von Bismarck Prusia logra la Unificación alemana después de ganar ambas guerras contra Austria y Francia.  En 1881 la ciudad de Berlín fue separada de la provincia de Brandeburgo.
Congreso de Berlín
El Congreso de Berlín de 1878 fue una asamblea diplomática que se produjo en Berlín, del 13 de junio al 13 de julio de 1878 por los representantes de las potencias europeas, tras los esfuerzos del británico Benjamin Disraeli para revisar el tratado de San Stefano que había resultado de la  guerra ruso-turca de 1877–1878 y que ponía en peligro el Imperio Otomano, lo cual entraba en contradicción con los intereses del Reino Unido. 
El líder del congreso, el canciller alemán Otto von Bismarck quien era el anfitrión, pretendía estabilizar los Balcanes, reducir el papel del derrotado Imperio Otomano en la región y equilibrar los distintos intereses de Gran Bretaña, Rusia y Austria-Hungría. También quería evitar la dominación de los Balcanes por Rusia o la formación de una Gran Bulgaria, y mantener Constantinopla en manos otomanas. Por último, Bismarck quería fomentar el desarrollo de los derechos civiles de los judíos en la región. Bajo la influencia de Bismarck, el congreso despojó a los otomanos de muchas de sus posesiones europeas, pero se negó a concedérselas a Rusia y redujo masivamente las ganancias de Bulgaria (en comparación con el Principado de Bulgaria previsto por el tratado preliminar de San Stefano).
Estuvieron presentes el Reino Unido de Gran Bretaña e Irlanda, el Imperio austrohúngaro, Francia, el Imperio alemán, el Reino de Italia, el Imperio ruso y el Imperio otomano. Delegados del Reino de Grecia, del Principado de Rumania, del Principado de Serbia y del Principado de Montenegro asistieron en las sesiones que trataban sobre sus estados, pero no eran integrantes del congreso.
Los territorios afectados obtuvieron diversos grados de independencia. Rumanía obtuvo la independencia total, aunque se vio obligada a ceder parte de Besarabia a Rusia, y ganó Dobruja del Norte. A Serbia y Montenegro también se les concedió la plena independencia, pero perdieron territorio, y Austria-Hungría ocupó la Sandžak junto con Bosnia y Herzegovina. Gran Bretaña tomó posesión de Chipre. Del territorio que permaneció dentro del Imperio Otomano, Bulgaria se convirtió en un principado semi-independiente, Rumelia Oriental se convirtió en una administración especial, y la región de Macedonia fue devuelta a los otomanos con la condición de reformas en su gobierno.
Los resultados fueron inicialmente aclamados como un éxito para la paz en la región, pero la mayoría de los participantes no quedaron satisfechos con el resultado. Los otomanos se sintieron humillados y vieron confirmada su debilidad como el "enfermo de Europa". Rusia se resintió por la falta de recompensas, a pesar de haber ganado la guerra que la conferencia debía resolver, y humillada por las otras grandes potencias en su rechazo al acuerdo de San Stefano. Serbia, Bulgaria y Grecia recibieron mucho menos de lo que creían merecer, especialmente Bulgaria, que se quedó con menos de la mitad del territorio previsto en el Tratado de San Stefano. Bismarck llegó a ser odiado por los nacionalistas rusos y los paneslavistas, y más tarde se dio cuenta de que había vinculado demasiado estrechamente a Alemania con Austria-Hungría en los Balcanes. Aunque Austria-Hungría ganó un territorio considerable, esto enfureció a los eslavos del sur y provocó décadas de tensiones en Bosnia-Herzegovina, que culminaron con el asesinato del archiduque Francisco Fernando.
A largo plazo, el acuerdo provocó un aumento de las tensiones entre Rusia y Austria-Hungría, y disputas sobre el nacionalismo en los Balcanes. El descontento con los resultados del congreso se fue enconando hasta estallar en la primera y segunda guerra de los Balcanes (1912 y 1913 respectivamente). El nacionalismo continuado en los Balcanes fue una de las causas de la Primera Guerra Mundial de 1914.
Conferencia de Berlín
Contrato del Bosque Permanente

## República de Weimar

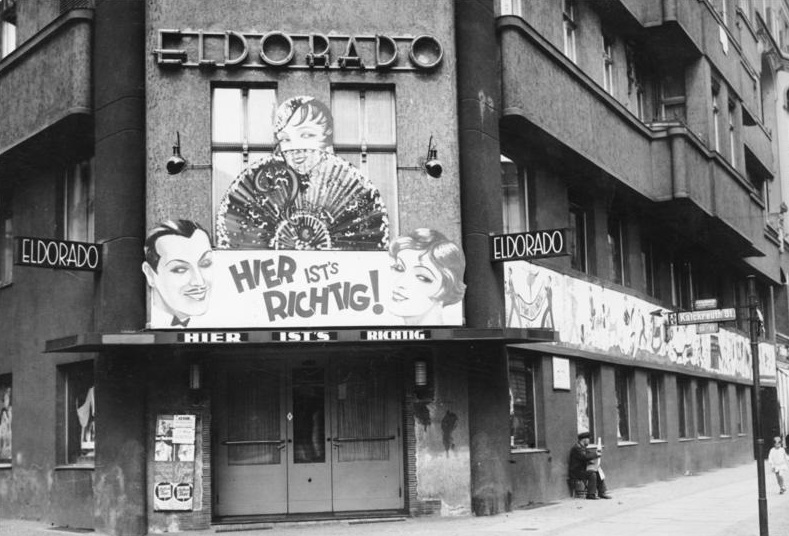

Con la derrota definitiva sufrida por Prusia en la Primera Guerra Mundial, la dinastía de los Hohenzollern llega a su fin, se establece la República de Weimar y desaparece el régimen monárquico.
A principios del siglo XX y hasta el advenimiento del nazismo, la ciudad es un hervidero de actividad cultural donde convergen el este y oeste europeos y todas las tendencias avant-garde rivalizando con París y Viena, como capital intelectual europea. En 1882 se funda la Orquesta Filarmónica de Berlín y las Óperas Unter den Linden (Staatsoper Unter den Linden), la Kroll Opera y otras instituciones donde confluían artistas de todas partes del mundo. Pintores, escultores, compositores e intérpretes hacen de Berlín un centro cosmopolita.
Ley del Gran Berlín
La ley aumentó la superficie de Berlín en 13 veces de 66 km² hasta 883 km² y la población se dobló de aproximadamente 1,9 millones a cerca de 4 millones, con casi 1,2 millones de esos nuevos habitantes procedentes solo de las 7 ciudades de alrededor.
A través de esta ley, se hizo posible implementar una planificación urbana integrada a lo largo de todo el Gran Berlín. Con esto, la ley fue un importante cimiento para el auge de Berlín como un centro cultural en Europa en la década de 1920.

#### Sublevación del Este en 1953

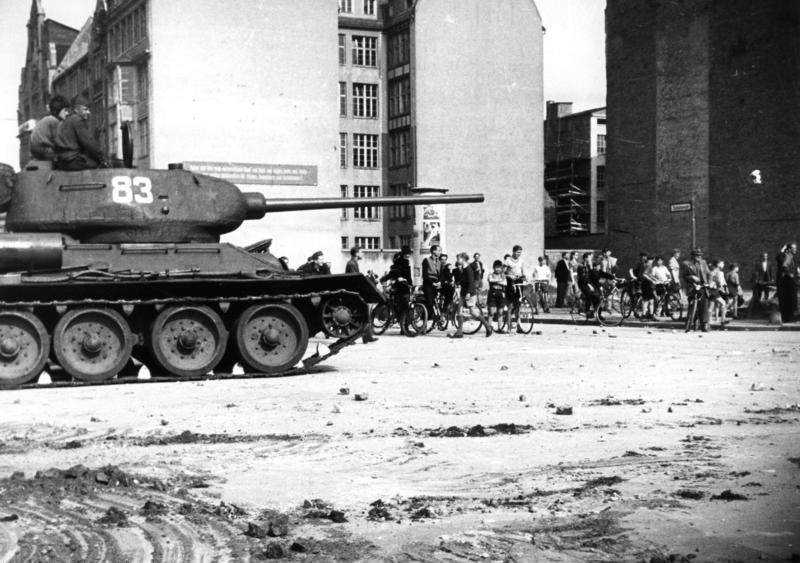
Tanque soviético en Berlín Este, junio de 1953.

### Gobierno de Willy Brandt

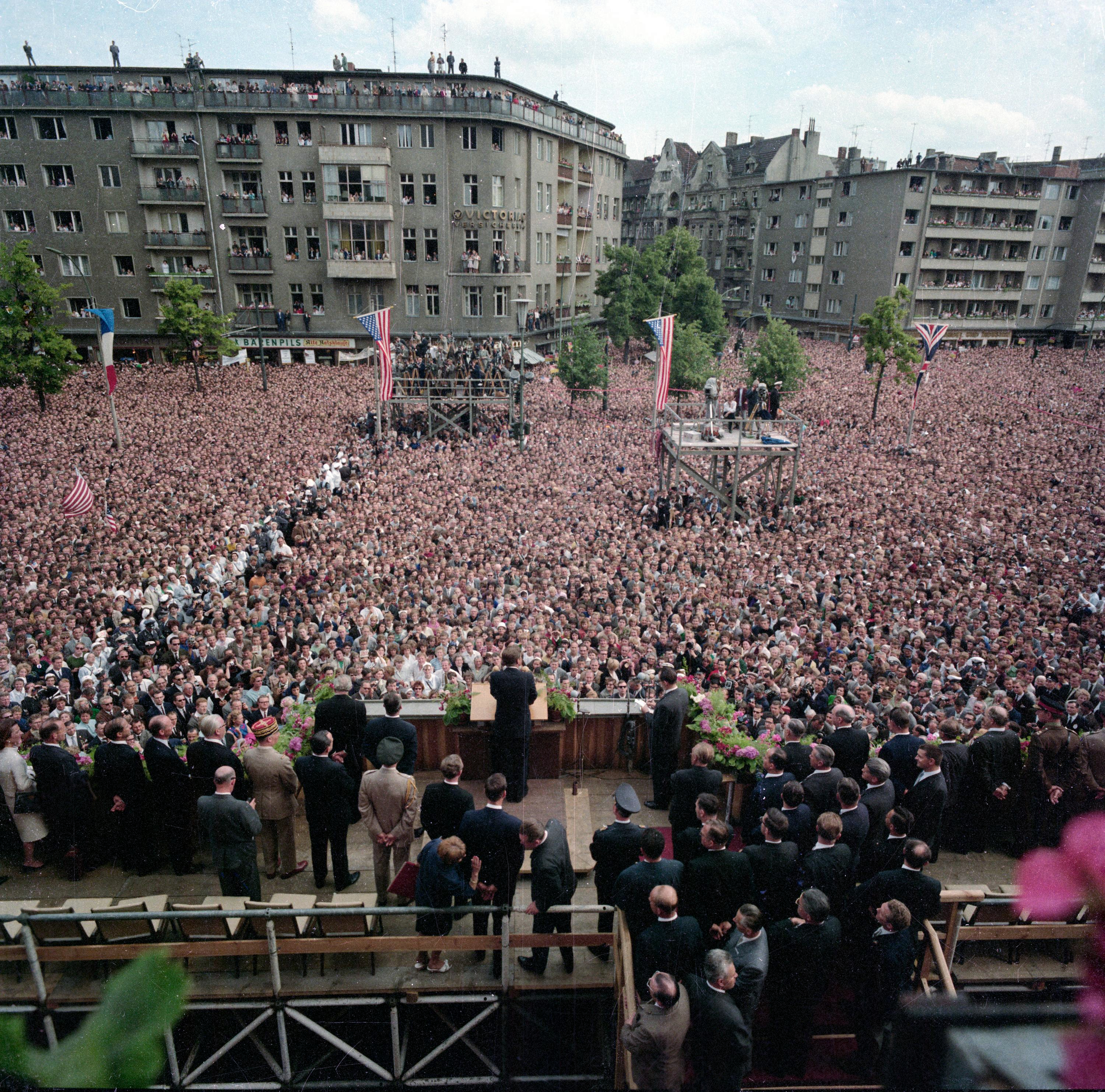

## Alemania nazi

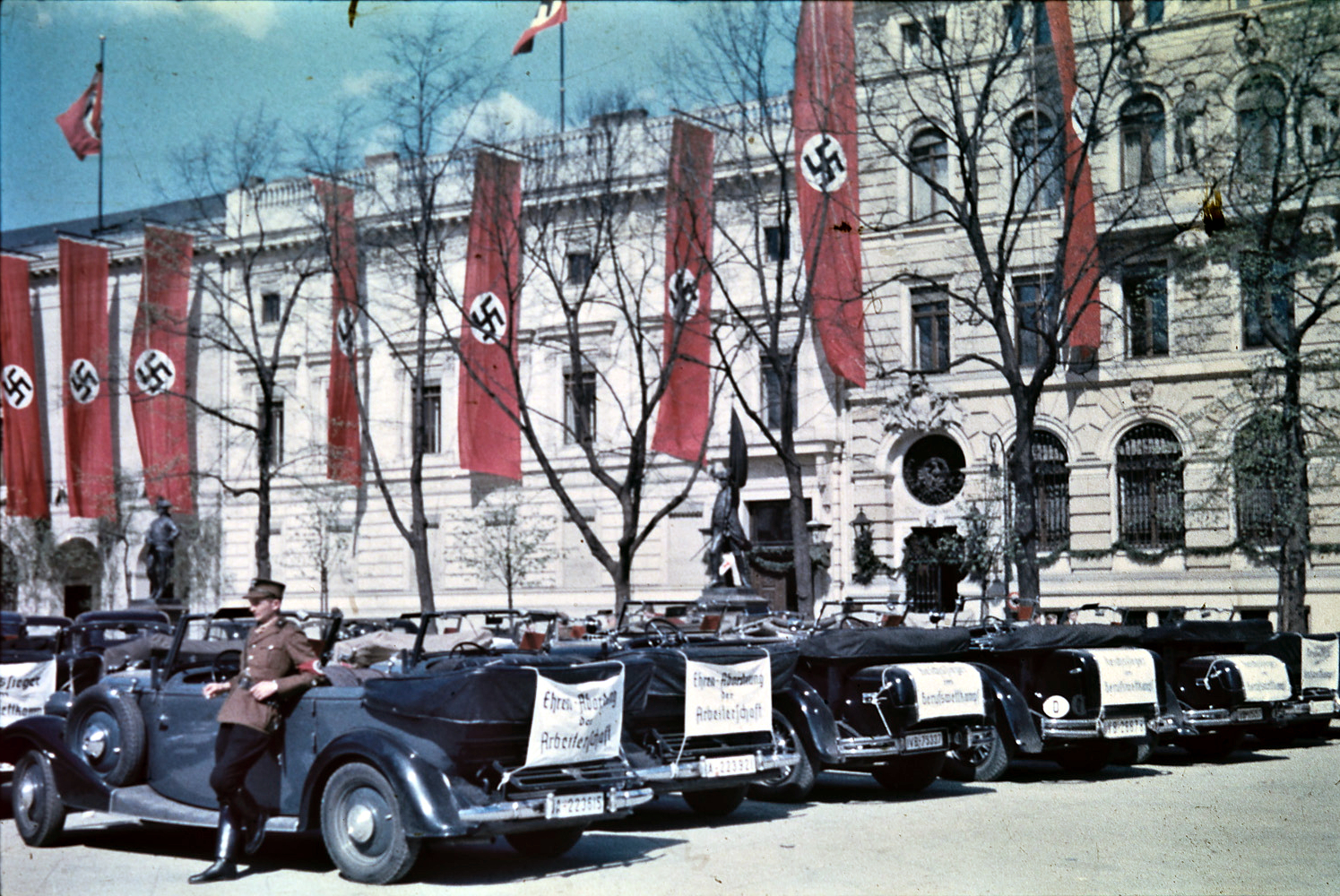
Ministerio del Reich para la Ilustración Pública y Propaganda, Berlín en 1937 (Agfacolor).

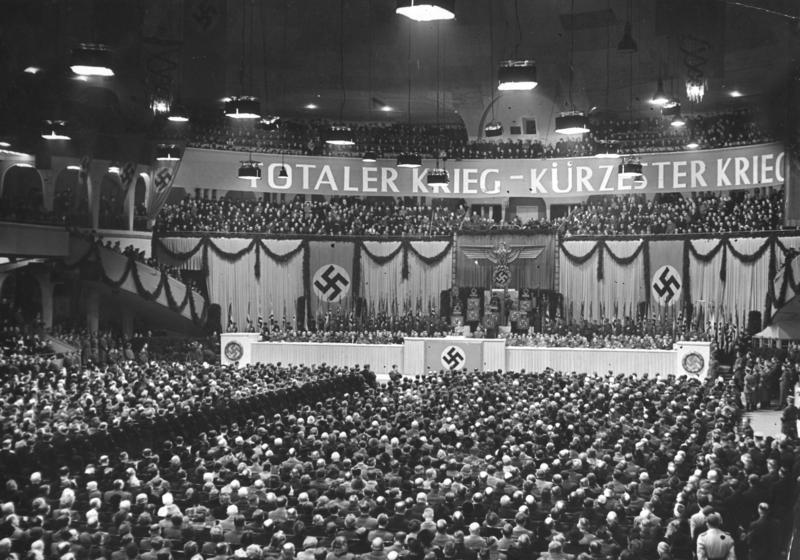

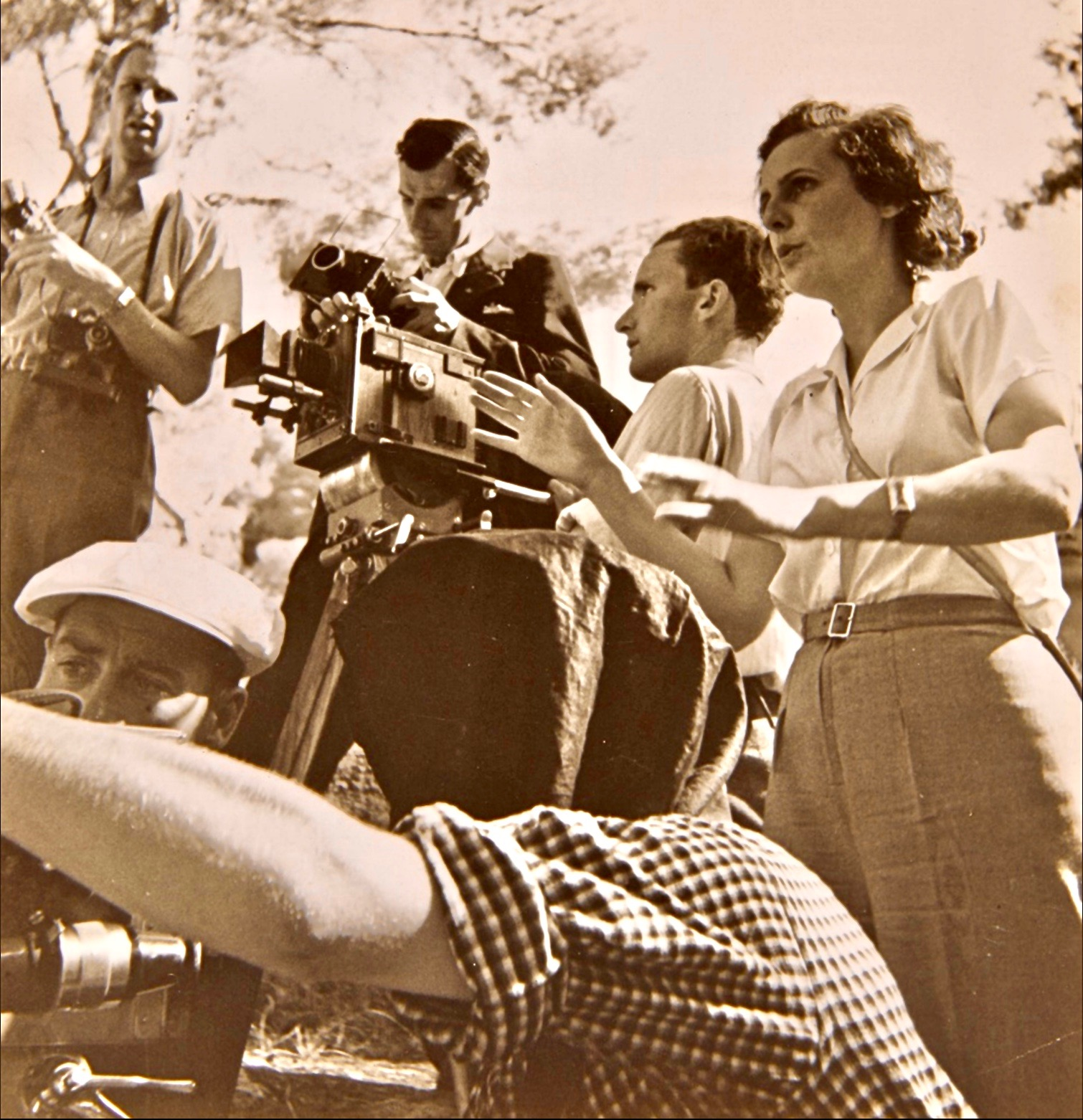

### Incendio del Reichstag
El incendio del Reichstag (en alemán: Der Reichstagsbrandⓘ) fue un incendio perpetrado contra el edificio del Reichstag en Berlín, el 27 de febrero de 1933. La responsabilidad del incendio sigue siendo tema debate. En revisiones judiciales posteriores fueron anuladas las condenas del considerado en 1933 como culpable de los hechos: Marinus van der Lubbe, un joven comunista neerlandés de 24 años que fue sentenciado a muerte por el Gobierno alemán del canciller Adolf Hitler. Van der Lubbe era un albañil desempleado que había llegado recientemente a Alemania, y que presuntamente fue capturado en el lugar del incendio. Después de ser torturado[cita requerida] admitió haber prendido fuego al edificio, por lo que fue ejecutado diez meses después. El incendio fue utilizado como «prueba» por los nazis para acusar a los comunistas del KPD de conspirar contra el Gobierno y está considerado un hecho fundamental en el establecimiento de la Alemania nazi (o Tercer Reich). 
El fuego comenzó en la sala de concesiones del edificio del Reichstag, donde se ubicaba el parlamento alemán. Una estación de bomberos de Berlín recibió una llamada alertando del incendio a las 21:25. En el momento en que los bomberos y la policía llegaron, la cámara de diputados estaba envuelta en llamas. La policía, tras una búsqueda exhaustiva en el interior del edificio, encontró a Marinus van der Lubbe. Van der Lubbe y cuatro dirigentes comunistas fueron posteriormente arrestados.

### Welthauptstadt Germania

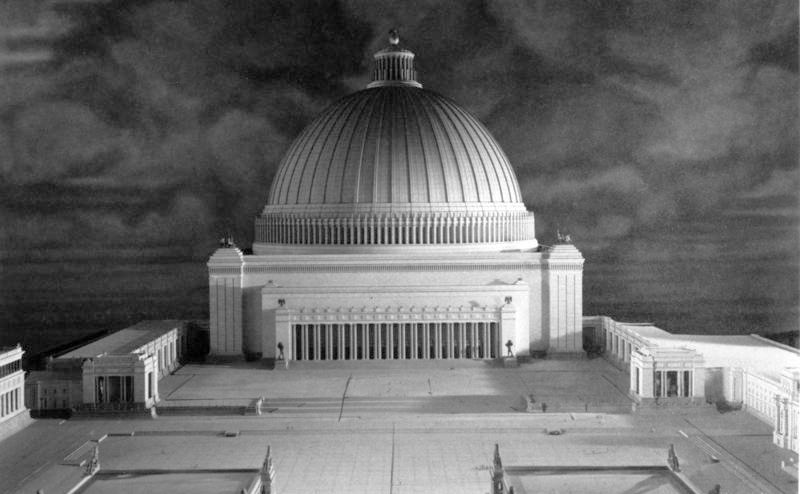
Maqueta del Volkshalle.

Welthauptstadt Germania ('Capital mundial Germania' en alemán) fue el nombre que le dio Adolf Hitler a la proyectada renovación de Berlín. Esta ciudad era parte de su visión para el futuro de Alemania después de la prevista victoria en la Segunda Guerra Mundial. Albert Speer, «el primer arquitecto del Tercer Reich», produjo muchos de los planes para reconstruir la metrópoli. Solo una pequeña parte de estos planes se realizaron antes de la Segunda Guerra Mundial.
El título Welthauptstadt fue elegido porque se consideró que la arquitectura de Berlín era en ese momento demasiado provincial y que era necesario poner a Berlín a la par, o en un nivel superior, a la de otras grandes capitales del mundo como lo eran Londres, Moscú, París o Washington D. C.

### Segunda Guerra Mundial

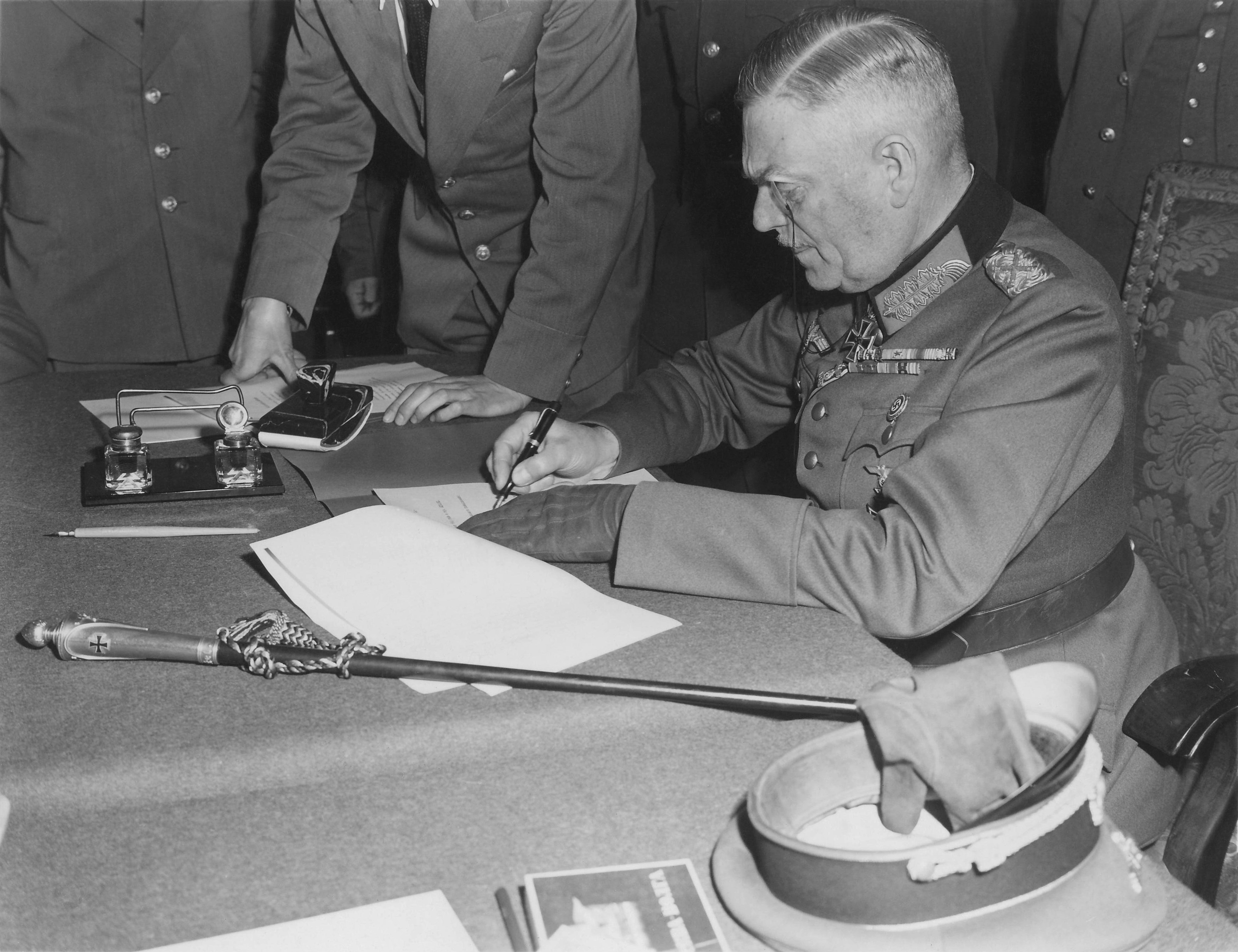

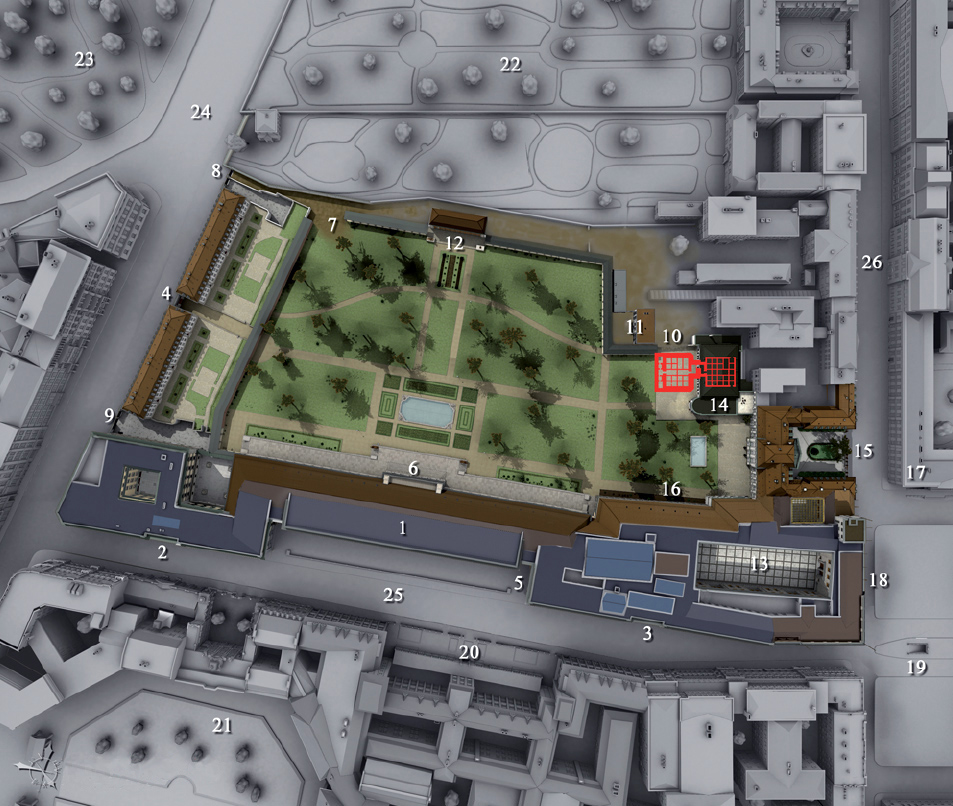
Modelo 3D de la nueva Cancillería del Reich con la ubicación del complejo de búnkeres en rojo.

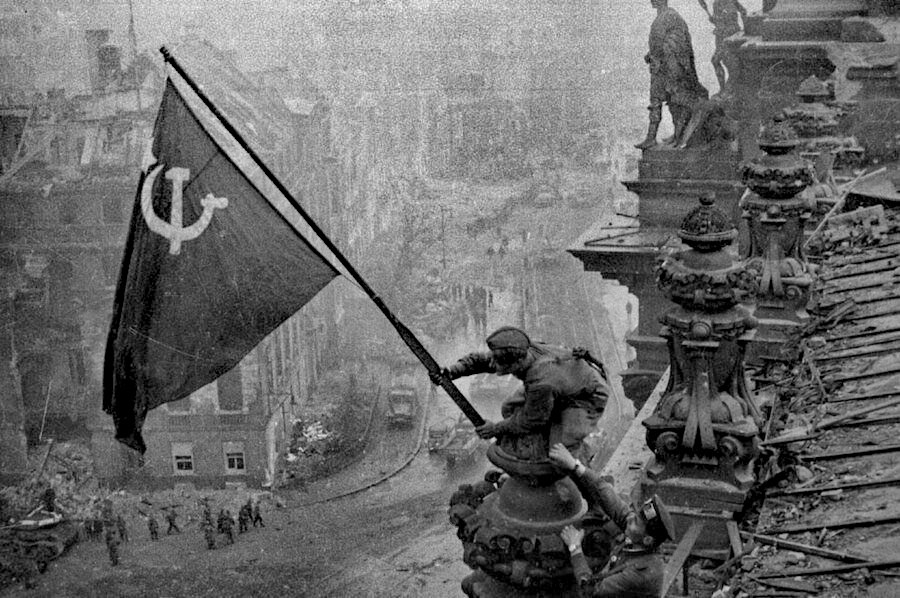

Conferencia de Wannsee

#### Batalla de Berlín
La batalla de Berlín fue la última gran batalla en Europa durante la Segunda Guerra Mundial. Comenzó el 16 de abril de 1945 tras el inicio de una gran ofensiva de la Unión Soviética sobre la ciudad capital del Tercer Reich, y finalizó el 2 de mayo de 1945, cuando los defensores alemanes rindieron la ciudad al Ejército Rojo.
El 12 de enero de 1945, el Ejército Rojo entró en territorio alemán durante la ofensiva del Vístula-Óder y avanzó hacia el oeste a una gran velocidad, de hasta cuarenta kilómetros al día, internándose en Prusia Oriental, la Baja y Alta Silesia y Pomerania Oriental, hasta detenerse temporalmente a sesenta kilómetros al este de Berlín, en una línea defensiva alemana junto al río Oder. Cuando se reanudó la ofensiva, dos frentes soviéticos —grupos de ejércitos— atacaron Berlín desde posiciones al este y sur, mientras que un tercero atacó las posiciones alemanas al norte de la ciudad.
Los primeros preparativos para defender las afueras de Berlín comenzaron el 20 de marzo, cuando el recién nombrado comandante del Grupo de Ejércitos Vístula, el general Gotthard Heinrici, anticipó correctamente que el grueso de las tropas soviéticas atravesaría el río Oder. Antes del inicio de la batalla de Berlín, los soviéticos consiguieron rodear la ciudad gracias a sus victorias en las batallas de las colinas de Seelow y Halbe. El 16 de abril de 1945, el Primer Frente Bielorruso dirigido por el mariscal de la Unión Soviética, Gueorgui Zhúkov comenzaría a bombardear el centro de Berlín, mientras que el Primer Frente Ucraniano dirigido por el mariscal Iván Kónev, empujó hacia el sur a los restos del Grupo de Ejércitos Centro. Los defensores alemanes estuvieron dirigidos principalmente por Helmuth Weidling, y consistieron en agotadas, mal equipadas y desorganizadas divisiones de la Wehrmacht y las Waffen-SS, a las que se sumaban un cierto número de voluntarios extranjeros de las SS y miembros mal entrenados de las Juventudes Hitlerianas y el Volkssturm. Durante los días de batalla, los soviéticos avanzaron rápidamente a través de las calles de Berlín hasta llegar al centro de la ciudad, donde los combates se libraron cuerpo a cuerpo y casa por casa.

#### Führerbunker
El búnker del Führer (en alemán: Führerbunker (AFI: [ˈfyːʁɐˌbʊŋkɐ])) fue un refugio antiaéreo ubicado cerca de la Cancillería del Reich en Berlín. Formaba parte de un complejo subterráneo de búnkeres construido en dos fases en 1936 y 1944. Fue el último cuartel general (Führerhauptquartiere) utilizado por Adolf Hitler durante la Segunda Guerra Mundial.
Hitler se instaló en el Führerbunker el 16 de enero de 1945 y lo convirtió en el centro de operaciones del régimen hasta la última semana de la guerra en Europa. Allí se casó con Eva Braun el 29 de abril de 1945, menos de cuarenta horas antes de suicidarse.

## La ciudad bajo la ocupación aliada

### Incendio de laFlakturm Friedrichshain
El Incendio de la Flakturm Friedrichshain es el incendio de una torre de defensa de Berlín en mayo de 1945, ya acabada la Segunda Guerra Mundial en Alemania, que ocasionó la destrucción de una gran cantidad de obras de arte que habían sido almacenadas en su interior como medida de protección. Se considera "el mayor desastre artístico en la historia moderna después de la destrucción del Real Alcázar de Madrid en 1734." Miles de obras de arte (incluyendo pinturas de Caravaggio, Rubens y Goya, por nombrar algunos) fueron destruidas por las llamas.  

### Monumento de Guerra Soviético (Treptower Park)

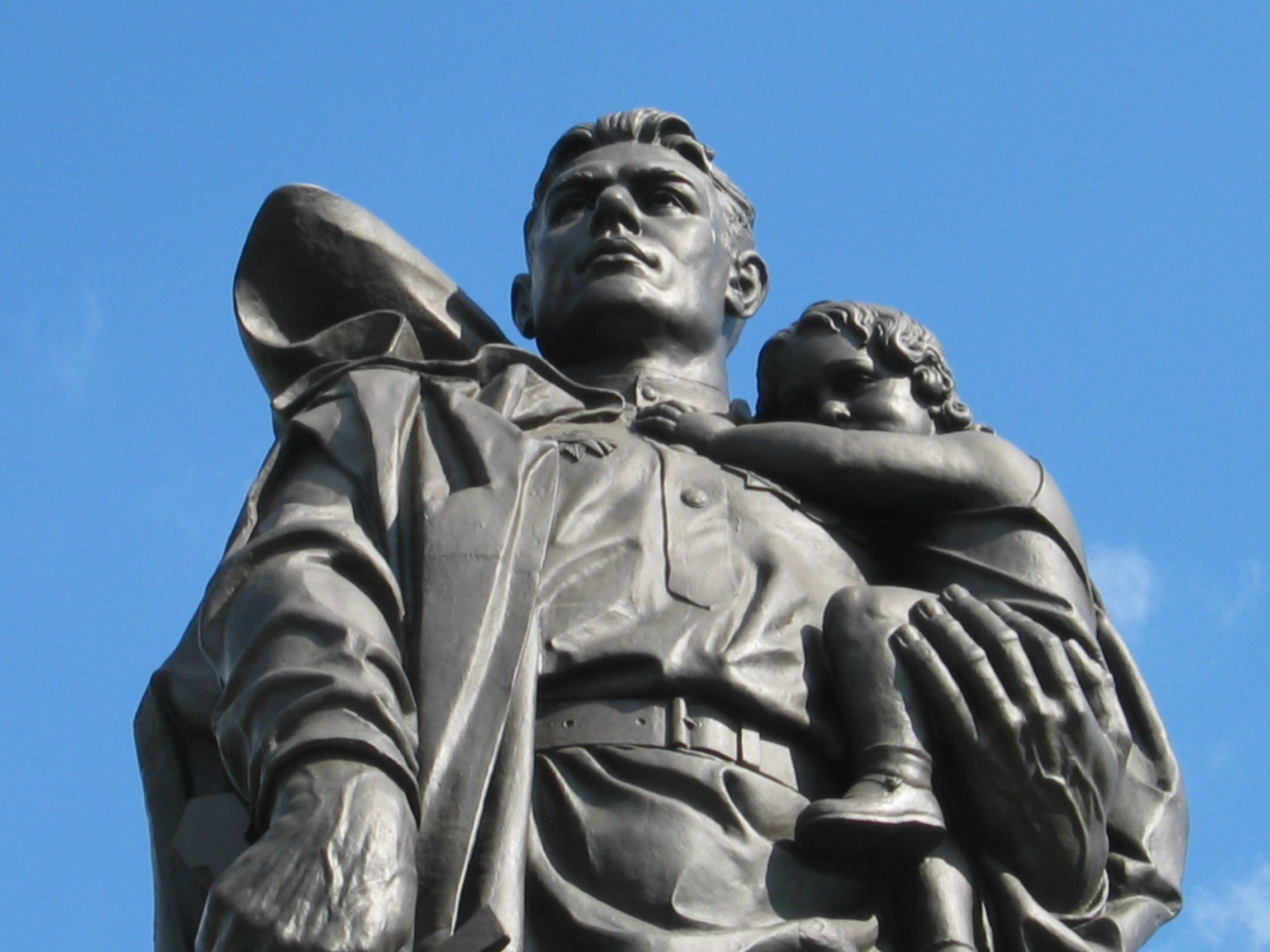
El “soldado libertador soviético” y la niña.

Tras el final de la Segunda Guerra Mundial, el Ejército Rojo erigió cuatro monumentos de guerra en la ciudad de Berlín. En conmemoración a los soldados muertos, especialmente los aproximadamente 80 000 soldados soviéticos que cayeron durante la batalla de Berlín. Estos no solo fueron monumentos dedicados a la victoria soviética sobre Alemania, sino también cementerios militares y, por lo tanto, sepulcros de soldados soviéticos en Alemania. Entre los monumentos conmemorativo soviéticos están Schönholzer Heide (brezal de Schönholz) y el que se encuentra en Tiergarten, cercano al edificio del Reichstag.
El diseño del monumento en el Parque de Treptow fue seleccionado mediante un concurso realizado por las fuerzas de ocupación soviéticas en Berlín. Desde junio de 1946 al menos 52 diseñadores presentaron un proyecto. Los responsables estudiaron varias propuestas presentadas y eligieron una de creación colectiva, presentada por el arquitecto soviético Yákov Belopolski, el escultor Yevgeni Vuchétich, el pintor Anatoli Gorpenko y la ingeniera y escultora Sarra Valerius. En el dibujo original del monumento principal figuraba una sub ametralladora automática, sin embargo Stalin vio el dibujo y sugirió sustituir esa arma por una espada.
En el proyecto que comprendía unas 10 hectáreas de terreno en total; los ingenieros utilizaron unos 40 mil metros cúbicos de cemento durante las obras de construcción. El lugar seleccionado para llevar a cabo las obras hasta entonces era un gran campo deportivo.

### La “montaña del diablo”

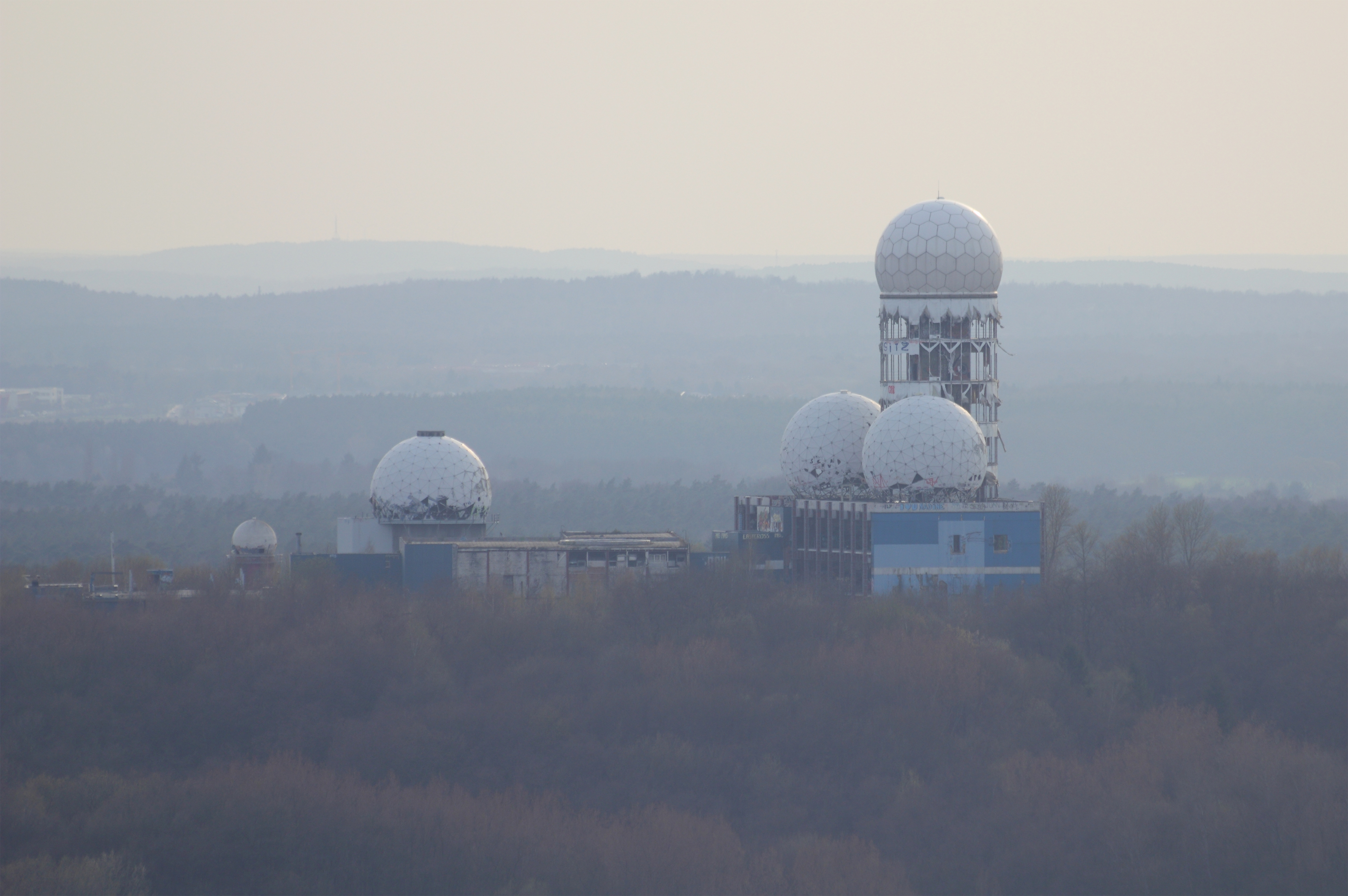
Teufelsberg.

El lugar donde hoy se encuentra el Teufelsberg fue en la década de los 40 la obra en bruto de la Facultad de Tecnología de Defensa que se iba a construir en el marco del proyecto nacionalsocialista de Germania, la capital mundial. Poco después de la Segunda Guerra Mundial, se derribó parcialmente y se utilizó como material de construcción. Los restos del edificio se llenaron de escombros en 1950. Otros vertederos, como el Insulaner, alcanzaron su capacidad máxima y no se podían seguir utilizando. Durante 22 años, hasta 800 camiones descargaron diariamente hasta 7000 metros cúbicos de escombros, y el 14 de noviembre de 1957 se alcanzaron los diez millones. Hasta 1972 se vertieron aquí un total de 26 millones de metros cúbicos de escombros, lo que corresponde aproximadamente a un tercio de los escombros de las casas bombardeadas de Berlín y alrededor de 15 000 edificios. Además, llegó una pequeña parte de residuos industriales y escombros procedentes de Messedamm. El Teufelsberg, creado artificialmente, se convirtió en la elevación más alta en la que por aquel entonces era la parte occidental de Berlín.

### Crisis de Berlín (1947-1961)

Berlineses occidentales observan como un C-54 aterriza en el aeropuerto de Tempelhof de Berlín Oeste en 1948.

Los continuos problemas entre los antiguos aliados sobre Berlín marcaron uno de los asuntos más importantes durante la Guerra Fría. Abandonadas las negociaciones para formar un régimen común para toda Alemania, los poseedores de la parte occidental firmaron los Acuerdos de Londres (abril-junio de 1948) para iniciar un proceso gubernamental común en sus territorios.
Los aliados occidentales, para llevar a cabo su plan de un gobierno común, crearon una nueva moneda que se usaría en sus zonas. Dado que los soviéticos consideraban a Berlín como territorio propio y no de los demás vencedores, llevaron a cabo el llamado “Bloqueo de Berlín”. Este bloqueo consistía en cortar todo tipo de comunicaciones construyendo una alambrada entre Berlín y la Alemania Occidental.

#### Berlín Oeste

Mapa de las 4 zonas en las que fue dividida Berlín.

Aunque Berlín Occidental estaba integrado en el espacio económico de la República Federal Alemana, no formaba parte oficialmente de ésta, no era oficialmente un Estado federado ni parte de alguno de los estados federados de Alemania. Así, no tenía derecho a representación en el Bundestag ni en la administración de la RFA. Por su política de ocupación, la constitución alemana (Grundgesetz) era de aplicación limitada en Berlín Occidental. La soberanía y el control aéreo estaba en manos de los tres aliados occidentales (en virtud del acuerdo de Potsdam y un tratado complementario firmado el 30 de noviembre de 1945) y, en consecuencia, sólo podían volar desde y hacia Berlín Occidental aviones con bandera de Estados Unidos, Reino Unido o Francia (nótese que esto excluía a líneas aéreas de la RFA como Lufthansa). 
Sin embargo, oficiosamente, se trataba a Berlín Occidental como el undécimo estado de la RFA y se representaba en los mapas como parte de este país. La gran mayoría de sus ciudadanos tenía nacionalidad alemana (legada exclusivamente bajo el principio ius sanguinis) y el derecho a voto en el Cámara de Diputados de Berlín estaba ligado a esta ciudadanía. Existía libertad de movimiento entre Berlín Occidental y la RFA y desde 1971 estaba regulado el tránsito por determinadas carreteras de la RDA. Las autoridades de Berlín Occidental aplicaban las leyes de inmigración de la RFA (y gran parte de las leyes federales), aunque requerían de promulgación ad hoc por la Cámara de Diputados. Los visados que la RFA expedía a los visitantes eran «válidos para ingresar a la República Federal Alemana, incluyendo Berlín (Oeste)», pero la RDA nunca los reconoció para Berlín oriental.
Berlín Oeste estuvo gobernada por un Regierender Bürgermeister, pero el gobierno en la ciudad derivó en la autoridad de los tres aliados occidentales. La sede del parlamento y del gobierno de Berlín radicó en Rathaus Schöneberg. En Berlín Oeste, los berlineses votaron a dos parlamentos: entre 1946 y 1950 a la Berliner Stadtverordnetenversammlung, y desde 1950 a la Cámara de Diputados de Berlín. Aunque no tenían derecho a elegir representantes en el Bundestag de la RFA en Bonn, la Cámara de Diputados elegía veinte delegados con derecho a voz (pero no derecho a voto) en el primero. De manera similar, el gobierno de Berlín Occidental enviaba cuatros delegados (igualmente con derecho a voz, pero sin derecho a voto) para que representaran a Berlín Oeste en el Bundesrat.

### Muro de Berlín

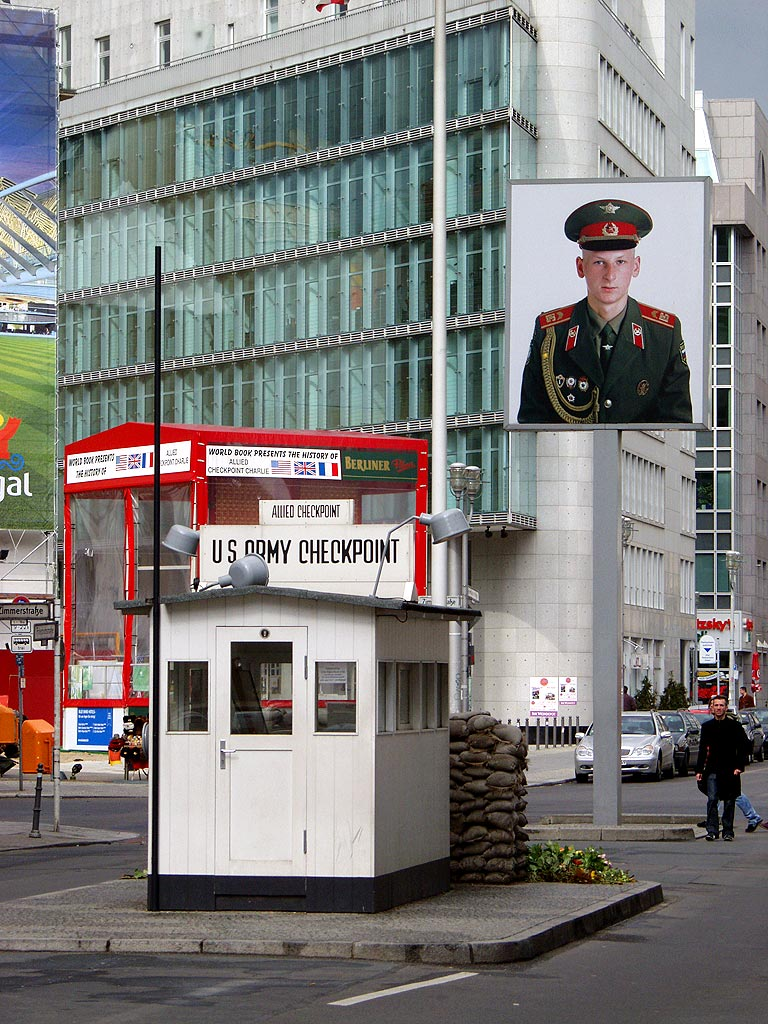

El Muro de Berlín (en alemán: Berliner Mauer, ) fue un muro de seguridad que formó parte de la frontera interalemana desde el 13 de agosto de 1961 hasta el 9 de noviembre de 1989. Rodeaba y separaba la zona de la ciudad berlinesa encuadrada en el espacio económico de la República Federal de Alemania (RFA), Berlín Oeste, de la capital de la República Democrática Alemana (RDA), Berlín Este, entre esos años. Es el símbolo más conocido de la Guerra Fría y de la división de Alemania. Este muro era denominado Muro de Protección Antifascista (Antifaschistischer Schutzwall) por la RDA, mientras que los medios de comunicación y parte de la opinión pública occidental se referían a él como Muro de la Vergüenza (Schandmauer).
El Bloque del Este dominado por los soviéticos sostenía que el muro fue levantado para proteger a su población de elementos fascistas que conspiraban para impedir la voluntad popular de construir un Estado socialista en la Alemania del Este. Un muro de 45 km dividía la ciudad de Berlín en dos, mientras que otros 115 km rodeaban su parte oeste aislándola de la RDA. Es decir, el Muro constituía la frontera estatal entre la RDA y el enclave de Berlín Oeste. Fue uno de los símbolos más conocidos de la Guerra Fría y de la separación de Alemania.

### Acuerdo Cuatripartito sobre Berlín
El Acuerdo Cuatripartito sobre Berlín (también conocido como Acuerdo de Berlín) fue adoptado el 3 de septiembre de 1971 por las cuatro grandes potencias aliadas, representadas por sus embajadores. El acuerdo entró en vigor el 3 de junio de 1972 en una ceremonia en Berlín celebrada por los ministros de relaciones exteriores de Estados Unidos, Francia, el Reino Unido y la Unión Soviética. Fue derogado el 3 de octubre de 1990, con la Reunificación alemana. El acuerdo no era un tratado y no requirió ninguna ratificación formal.
Al reconfirmar la existencia de los derechos y responsabilidades de las cuatro potencias para el futuro de Berlín y de Alemania (que los soviéticos afirmaron haber anulado como consecuencia de la Crisis de Berlín de 1961), el acuerdo sentó las bases para una serie de acuerdos Este-Oeste que inauguraron el período usualmente conocido como Détente. También restableció los lazos entre las dos partes de Berlín, mejoró los viajes y las comunicaciones entre las dos partes de la ciudad y trajo numerosas mejoras para los residentes de los sectores occidentales.
Para alcanzar tales mejoras, la definición política del estatuto de Berlín quedó vaga deliberadamente, preservando así las diferentes posiciones jurídicas de ambas partes. La palabra "Berlín" no aparece en el texto. La ciudad de Berlín se identifica sólo como el "área relevante".
Después de que el acuerdo entró en vigor, la Unión Soviética utilizó esta vaga redacción en un esfuerzo por aflojar los lazos de Berlín Occidental con la República Federal de Alemania. Sin embargo, el acuerdo contribuyó en gran medida tanto a reducir las tensiones entre Oriente y Occidente sobre Berlín, como a ampliar los contactos entre las dos partes de Alemania. Como tal, hizo una contribución importante al proceso que dio lugar a la reunificación de Alemania en 1990.

### Manifestación de Alexanderplatz
La manifestación de Alexanderplatz (en alemán: Alexanderplatz-Demonstration) fue una movilización popular en favor de profundas reformas políticas en la República Democrática Alemana, que tuvo lugar el 4 de noviembre de 1989 en la Alexanderplatz de Berlín Este. La marcha fue una de las más importantes en la historia de Alemania Oriental y fue una de las piezas clave en el final de la república socialista, que concluyó con la caída del Muro de Berlín cinco días después y la reunificación alemana que tendría lugar el 3 de octubre de 1990.

### Caída del Muro de Berlín y reunificación
La caída del Muro de Berlín (en alemán: Mauerfall) fue una revuelta popular producida en la capital de Alemania Oriental, Berlín Oriental, el 9 de noviembre de 1989, como consecuencia de la cual quedaron derribadas las fortificaciones defensivas que la separaban de Berlín Occidental —perteneciente a Alemania Occidental—, junto a la frontera abierta de facto (históricamente la separación entre los antiguos sectores de ocupación estadounidense, británico y francés y el sector de ocupación soviético).

## La ciudad tras la reunificación

### Reconstrucción crítica
La reconstrucción crítica (en alemán: kritische Rekonstruktion) es el nombre dado al proceso de cambios arquitectónicos y urbanísticos que protagonizó la capital alemana tras la caída del Muro de Berlín en 1989. Constituye el instrumento regulador del desarrollo urbanístico de la ciudad y sus contenidos se componen de una serie de reglamentos o exigencias. El movimiento alentó el regreso a tipologías arquitectónicas tradicionales e intentó contribuir al despertar de la memoria histórica oculta en la trama de sus calles y espacios públicos, no mediante la reproducción de estos elementos, sino a través de su reinterpretación. La reconstrucción crítica se fundamenta en la incorporación de criterios y pautas estéticas de la ciudad antigua del siglo XIX en el urbanismo actual, como método para no perder la identidad de la ciudad, frente a la disparidad de los estilos de las propuestas arquitectónicas que se formulaban para Berlín.
Las razones oficiales dadas para esta estrategia fueron dos: en primer lugar, que era necesario reparar no solo el daño causado por la Segunda Guerra Mundial, sino también el causado por los planificadores durante la reconstrucción de los años posteriores y, en segundo lugar, que no solo los edificios, sino la ciudad en su conjunto necesitaban ser reconstruidos. Con la caída del muro, la ciudad se encontró con franjas de terrenos sin construir allí donde se había levantado dicha barrera. Esta cicatriz cortaba la ciudad por el centro, por lo que la reunificación alemana cambió la estructura de Berlín donde zonas que anteriormente eran periferia, estaban ahora en el centro y varias calles que no llevaban a ninguna parte, volvieron a ser principales. La situación hizo posible una serie de proyectos destinados a unir las estructuras urbanas a ambos lados y en los que hubo que decidir entre una réplica de los viejos edificios, una reconstrucción crítica basada en una interpretación contemporánea o una ruptura total con el pasado. Así, en las décadas de 1990 y 2000 Berlín se convirtió en el terreno de obras más grande de Europa y se transformó para cumplir nuevamente su función como capital de Alemania. La reconstrucción crítica marcó la pauta de esta transformación.
Originalmente, el término reconstrucción crítica corresponde al nombre de una teoría de la arquitectura y el urbanismo desarrollada por el arquitecto berlinés Josef Paul Kleihues que se aplicó por primera vez en la Exposición Internacional de Edificios de Berlín (IBA) en la década de 1980. Luego se usó en la planificación de la ciudad tras la reunificación alemana a partir de 1991 con el apoyo del Senado de Berlín, pero su ejecución estuvo en gran parte en manos de Hans Stimmann, quien fue director de construcción de la ciudad de 1990 a 1997 y hasta 2006 fue su director de planificación. Desde esta posición, el arquitecto llevó a cabo la idea de Kleihues de la reconstrucción crítica.
A partir de las condiciones históricas de Berlín, Stimmann y Dieter Hoffman-Axthelm tuvieron la responsabilidad de volver a unificar la ciudad con los criterios de la arquitectura posmoderna. Los dos trabajaron en la supervisión del proyecto desde el Rotes Rathaus (Ayuntamiento de Berlín), en la oficina de la administración del Senado para el desarrollo de la ciudad. Stimmann también usó la Reconstrucción crítica como base para su Planwerk Innenstadt, un plan de desarrollo en el centro de Berlín que favorecía la demolición de edificios de mediados de siglo y el relleno de parcelas vacías con estructuras de uso mixto de mayor densidad urbana.
Las autoridades de la ciudad impusieron pautas estrictas para el tamaño y la apariencia de todos los edificios, excepto los federales. Este clima de relativa hostilidad hacia la experimentación llevó a la reconstrucción del centro de la ciudad de una manera que proporcionaba una escena urbana relativamente homogénea, que sugería que la historia de esta ciudad debió haber continuado sin interrupción. En un esfuerzo por reconstruir Berlín como una "ciudad europea" tradicional, la oficina intentó evitar lo vanguardista y dio prioridad a lo históricamente armonioso. Crearon un conjunto de reglas: los edificios no deben tener más de 22 metros, las calles seguirían siendo estrechas, el 20 por ciento del edificio tenía que proporcionar espacio para apartamentos, los edificios no podían ocupar bloques enteros, sino que tenían que romperse en estructuras de conexión separadas, y la oficina del Senado podría vetar cualquier proyecto. Asimismo, según palabras de Stimmann, estas normas deben entenderse como una reacción ante el temor de que se cree una situación caótica, resultado tanto de las ambiciones de inversores privados y arquitectos, como del conflicto de intereses entre el sector privado y la administración pública.
Los principales ejemplos de reconstrucción crítica en Berlín son la Potsdamer Platz y la Alexanderplatz. Uno de los proyectos más polémicos fue la demolición del Palacio de la República, antigua sede del parlamento de la RDA, con el finde reconstruir la fachada barroca del antiguo Palacio Real de Berlín, la que fue residencia principal de los Hohenzollern desde el siglo XVIII hasta la caída del Imperio alemán en 1918.

### Gobierno de Klaus Wowereit (2001-2014)

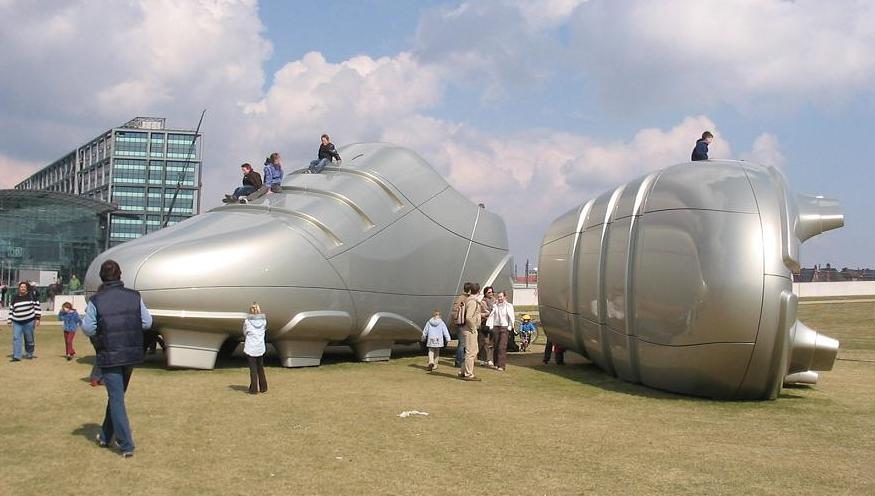

En 2001, Klaus Wowereit formó un gobierno de coalición entre su partido y el Partido del Socialismo Democrático (hoy La Izquierda), heredero del SED, el partido oficialista de la RDA.
Sin embargo, debido a la grave crisis económica y financiera que está pasando Berlín desde los años noventa, esta coalición tuvo que seguir un curso de austeridad financiera y de recortes de gastos. Para incentivar el crecimiento demográfico y económico de Berlín, Wowereit defendió la inversión en ciertos proyectos de prestigio y en la cultura popular, contribuyendo así a la fama de dinamismo que posee esta ciudad a pesar de su situación financiera precaria.

### Gobiernos de Müller, Giffey y Wegner (2014-actualidad)
El gobierno de Michael Müller (2014-2021) se caracterizó por la formación de una coalición de gobierno entre el SPD, Alianza 90/Los Verdes y Die Linke, la segunda de este tipo en la historia de Alemania. Dicha coalición fue continuada por su sucesora Franziska Giffey desde 2021 hasta 2023, cuando tras nuevas elecciones se formó una gran coalición entre la CDU y el SPD bajo el alcalde Kai Wegner.